# Kanako Watanabe
Kanako Watanabe (渡部 香生子, Watanabe Kanako), née le 15 novembre 1996 à Tokyo, est une nageuse japonaise. Elle participe à ses premiers Jeux olympiques en 2012 à Londres où elle est éliminée en demi-finales du 200 m brasse avec le quatorzième temps. Quelques mois plus tard, elle obtient sa première médaille internationale aux Championnats du monde en petit bassin lors du 200 m brasse à Istanbul, avec le bronze.
En 2014, elle remporte le titre mondial en petit bassin du 200 m brasse puis en 2015 le titre mondial en grand bassin sur cette distance.

## Palmarès

### Championnats du monde
Petit bassin
- Mondiaux 2012 à Istanbul (Turquie) :
  -  Médaille de bronze du 200 m brasse.
- Mondiaux 2014 à Doha (Qatar) :
  -  Médaille d'or du 200 m brasse.
  -  Médaille de bronze du relais 4 x 100 m quatre nages.

Grand bassin
- Championnats du monde 2015 à Kazan (Russie) :
  -  Médaille d'or du 200 m brasse.
  -  Médaille d'argent du 200 m quatre nages.

### Championnats pan-pacifiques
- Gold Coast 2014
  -  Médaille d'or du 200 m brasse
  -  Médaille d'argent du 100 m brasse